# Wojtek Fibak
Wojciech "Wojtek" Fibak, född 30 augusti 1952 i Poznań, Polen, är en polsk högerhänt professionell tennisspelare, känd framför allt som skicklig dubbelspelare.

## Tenniskarriären
Wojtek Fibak blev professionell tennisspelare på ATP-touren år 1974 och spelade till och med säsongen 1988. Under perioden 1975-87 vann han 15 singel- och 52 (varav en Grand Slam) dubbeltitlar. I singel rankades han som bäst nummer 7 och i dubbel nummer 1. Han var från 1977 Polens bäste manlige spelare. I singel nådde han vid 4 tillfällen kvartsfinal i GS-turneringar. Han vann totalt i prispengar 2 725 403 US dollar.
I herrdubbel nådde Fibak framgångar i första hand tillsammans med den nederländske spelaren Tom Okker och den australiske spelaren Kim Warwick. Under treårsperioden säsongerna 1977-79 vann han 27 av sina 52 dubbeltitlar. År 1977 nådde Fibak tillsammans med tjecken Jan Kodeš finalen i Franska öppna. Paret förlorade mötet mot amerikanen Brian Gottfried och den mexikanske spelaren Raul Ramirez som vann med 6-2, 2-6, 6-2, 6-4. Samma år spelade han dubbelfinal i US Pro-turneringen tillsammans med Okker. Karriärens finaste titel vann han år 1978 tillsammans med Kim Warwick. Paret vann då finalen i herrdubbel i Australiska öppna mot Paul Kronk och Cliff Letcher (7-6, 7-5).
I singel var Fibak mindre framgångsrik, men var ändå periodvis en av världens 10 bästa spelare. År 1980 vann han 3 ATP-titlar i singel, men spelade också i 3 kvartsfinaler i GS-turneringar. Han besegrade under karriären i olika turneringar spelare som Björn Borg, Guillermo Vilas, Ilie Nastase, Arthur Ashe, Manuel Orantes och Buster Mottram.
Som Davis Cup-spelare representerade Fibak Polen åren 1972-79, 1984, 1990 och 1992. Han spelade totalt 40 matcher av vilka han vann 28. Vid två tillfällen (1974 och 1975) möttes Polen och Sverige. Fibak förlorade då mot Björn Borg (två möten) och Leif Johansson men besegrade Birger Andersson.

## Spelaren och personen
Wojtek Fibak studerade under en period juridik i sitt hemland innan han slutligen bestämde sig för att bli tennisspelare. Han grundade år 1985 the Polish Tennis Association of Southern California.
Efter avslutad internationell tävlingskarriär ägnar han sig åt affärsverksamhet och är dessutom konstsamlare. 
Fibak bor omväxlande i Warszawa och Monaco. Han har tre döttrar.
Han spelar också periodvis på veterantouren. Han skulle sommaren 2006 bland annat ha spelat i Lysekil i Sverige, men tvingades lämna återbud på grund av tennisarmbåge.

## Grand Slam-titlar
- Australiska öppna
  - Dubbel - 1978